# Club de Deportes Unión Española
La Unión Española S.A.D.P. és un club de futbol xilè de la ciutat de Santiago de Xile.

## Història

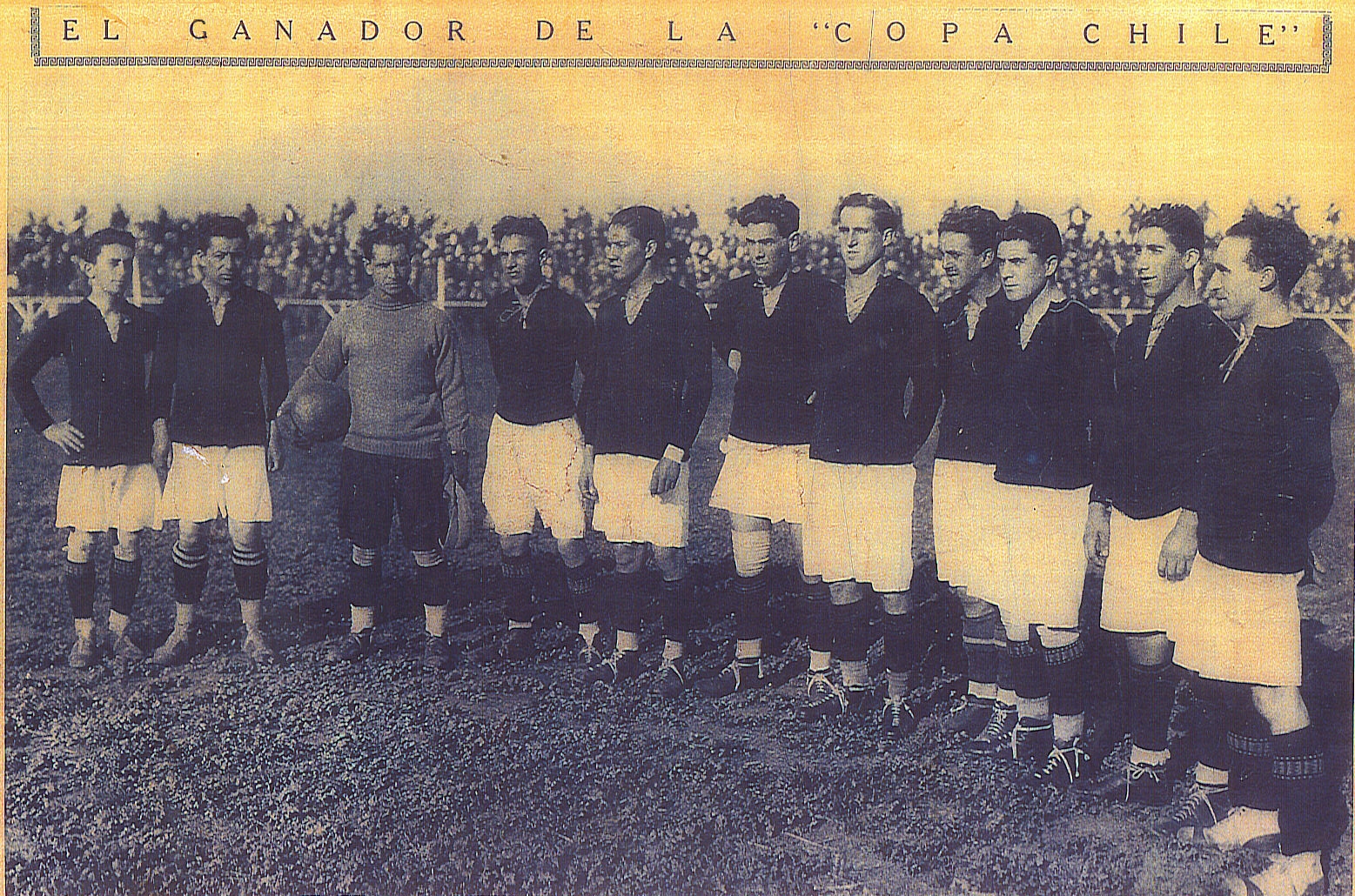
L'equip de 1925 guanyador del campionat de l'Asociacion de Futbol de Santiago.

La Unión Española va ser fundada el 18 de maig de 1897, per un grup d'immigrants espanyols a Xile. Disputa els seus partits a l'estadi Santa Laura, el més antic de Xile, construït el 1922. El club ha guanyat (fins al 2006) sis lligues i dues copes xilenes. Internacionalment, el seu major èxit arribà el 1975, quan va perdre al final de la Copa Libertadores enfront l'Independiente de Avellaneda.

## Palmarès
- 6 Lliga xilena de futbol: 1943, 1951, 1973, 1975, 1977, 2005 (Apertura)
- 2 Copa xilena de futbol: 1992, 1993
- 1 Lliga xilena de segona divisió: 1999
- 1 Supercopa xilena de futbol: 2013

## Entrenadors destacats
- Luis Santibáñez

## Jugadors destacats
- Clarence Acuña
- Héctor Aldea
- Antonio Arias
- Fernando Astengo
- José María Buljubasich
- Atilio Cremaschi
- Pedro González Vera
- Honorino Landa
- Juan Machuca
- Manuel Neira
- Caleb Norkus
- Casiano Delvalle
- Mario Osbén
- Pedro Reyes
- Héctor Rial
- Rodrigo Ruiz
- Fernando Sanz
- José Luis Sierra
- Jorge Spedaletti
- Nelson Tapia
- Jorge Toro
- Marcelo Vega
- Rodrigo Valenzuela